# Caprimulgus affinis
Il succiacapre di savana  o succiacapre della Sonda (Caprimulgus affinis) è una specie di succiacapre che vive in Asia meridionale, solitamente nelle Filippine.